# Конституция Камеруна
Конституция Камеруна — высший закон Республики Камерун. Принятая в 1972 году, это третья конституция Камеруна. Документ состоит из преамбулы и 13 частей, каждая из которых разделена на статьи. В Конституции излагаются права, гарантированные камерунским гражданам, символы и официальные учреждения страны, структура и функции правительства, процедура, с помощью которой могут быть внесены поправки в Конституцию, и порядок выполнения положений Конституции. .
Камерун принял свою самую раннюю Конституцию после обретения независимости от Франции в 1960 году. Это был поспешный проект, основанный на французских прецедентах. В 1961 году британский Южный Камерун получил независимость и проголосовал за то, чтобы присоединиться к своему французскому коллеге. Делегаты разработали новую конституцию, которая сделала Камерун федерацией двух государств под единым могущественным президентом. В 1972 году президент Ахмаду Ахиджо протолкнул новый документ, который упразднил федеральную систему, переименовал страну в Унитарную Республику Камерун и предоставил президенту более широкие полномочия. После вступления на пост президента Поль Бийя в 1984 году протолкнул пересмотренную Конституцию. Этот документ изменил название страны на Республика Камерун, изменил границы провинций и переопределил линию преемственности президентских полномочий. Действующая Конституция была принята в 1996 году в ответ на давление англоязычных камерунских групп, выступающих за возврат к федеральной системе. Он предоставляет большую автономию провинциям (переименованным регионам) и учредил Сенат в качестве верхней палаты Национального собрания. Возврат федеративного деления не произошёл, а Сенат впервые собрался лишь в 2013 году.

## Содержание
Конституция начинается с преамбулы, которая называет культурное и языковое разнообразие камерунского народа неотъемлемой частью нации, но выражает желание сформировать унитарное правительство. Он определяет идеалы, на которых построена нация, как «братство, справедливость и прогресс». В преамбуле утверждается, что народ Камеруна будет укреплять «постоянно растущие узы солидарности между африканскими народами» и будет придерживаться «принципов, закреплённых в Уставе Организации Объединённых Наций». В преамбуле провозглашается, что нация будет использовать свои природные ресурсы для улучшения жизни своих граждан.
В преамбуле перечисляются несколько неотъемлемых прав, предоставленных всем камерунским гражданам. Среди них Всеобщая декларация прав человека, Устав Организации Объединённых Наций и Африканская хартия прав человека и народов. Преамбула единственная часть Конституции, которая осталась неизменной с 1960 года.
Часть I (статьи 1-3) дает название страны как Республика Камерун и определяет герб, девиз, флаг, гимн и печать. Он утверждает нацию как «децентрализованное унитарное государство». Английский и французский являются официальными языками. Яунде становится столицей страны. Суверенитет передается в руки людей, а органы государственной власти устанавливаются как избираемые «прямым или косвенным всеобщим голосованием» посредством тайного голосования. Обозначены обязанности политических партий, а государственная власть передана президенту и парламенту.
Часть II (статьи 5-13) определяет должности президента и премьер-министра. Определены выборы президента, пределы его срока и его конституционный преемник. Президенту поручено «определение политики нации», «обеспечение уважения Конституции» и «[обеспечение] надлежащего функционирования органов государственной власти».
Президент назначается главой государства и главой вооруженных сил. Президент может назначать послов, принимать законы, передавать дела в Конституционный совет, назначать гражданский и военный персонал, распускать Национальное собрание и объявлять чрезвычайное положение, взяв на временной основе дополнительные полномочия.
Премьер-министр назначается главой правительства, а его обязанности определяются президентом. Полномочия государственных чиновников ограничены.
Часть III (статьи 14-24) устанавливает и определяет парламент, а также средства выбора его членов и его деятельность. Законодательный орган состоит из двух палат: Национального собрания и Сената.
Часть IV (статьи 25-36) оставляет за законодательным органом дополнительные права и подробно описывает, как президент и законодательный орган могут взаимодействовать. Это включает в себя возможность наделить президента законодательной властью при ограниченных обстоятельствах. В разделе также подробно описывается процесс, с помощью которого закон может стать законом.
Часть V (статьи 37-42) описывает полномочия и ответственность судебной ветви власти. В разделе учреждаются Верховный суд, апелляционные суды и трибуналы и определяются их роли. Президент сохраняет за собой право назначать членов судебной ветви власти.
"Часть VI (статьи 43-45) предоставляет президенту возможность «вести переговоры и ратифицировать договоры и международные соглашения» и ставит такие договоры над конфликтующими национальными законами. Конституционный совет оставляет за собой право проверять конституционность таких соглашений.
Часть VII (статьи 46-52) определяет Конституционный совет и его обязанности по определению конституционности законов и надзору за общенациональными выборами и референдумами.
Часть VIII (Статья 53) учреждает и определяет Суд по импичменту. Его обязанности заключаются в том, чтобы судить президента, премьер-министра или других членов правительства в случае их обвинения в государственной измене.
Часть IX (статья 54) создает Совет по экономике и безопасности.
Часть X (статьи 55-62) делит страну на 10 полуавтономных регионов. Эти должны управляться региональными советами с высоким уровнем контроля над региональным «экономическим, социальным, медицинским, образовательным, культурным и спортивным развитием». Президент может распустить любой региональный совет или уволить его членов при определённых условиях. Президент может создавать, переименовывать или переопределять регионы по своему усмотрению.
Часть XI (статьи 63 и 64) определяет процесс, посредством которого Конституция может быть изменена. Для таких изменений требуется абсолютное большинство членов парламента. В качестве альтернативы президент может вынести поправку на публичный референдум, для принятия которого требуется простое большинство.
В части XII (статьи 65 и 66) преамбула названа «неотъемлемой частью настоящей Конституции» и требуется, чтобы все государственные служащие "декларировали свои активы и имущество в начале и в конце срока пребывания в должности. "
Часть XIII (статьи 67-69) заявляет, что новые институты, созданные Конституцией 1996 года, должны вводиться постепенно, и что соответствующие элементы предыдущей Конституции должны оставаться в силе до тех пор, пока не будут внесены изменения. . Национальное собрание сохраняет функции Сената, Верховный суд сохраняет функции Конституционного совета, а провинции остаются в силе до тех пор, пока регионы не будут созданы. Законодательство, принятое до принятия новой Конституции, остается в силе до тех пор, пока не будет заменено последующим законодательством.